# Peugeot 907
O Peugeot 907 é o automóvel topo de gama produzido pela construtora francesa Peugeot. Este carro é um protótipo da construtora francesa Peugeot mas nunca chegou a ser comercializado. Contudo estima-se que este carro usa um motor 6.0 litros V12 construído através da junção de dois blocos Peugeot V6 de 3 litros de capacidade cada, que pode gerar 493 HP. Sua caixa de marchas possui 6 velocidades, automatizada de dupla embreagem com engates rápidos.